# Острагуша
Острагуша (за пушке) или остраган (за артиљерију или револвере, енгл. Breechloader), војни термин који означава ватрено оружје које се пуни отпозади, кроз отвор на задњем крају цеви (који се затвара пре пуцања затварачем), за разлику од спредњача, које се пуне кроз уста цеви. Док је сво ватрено оружје (топови, пиштољи и пушке) до средине 19. века припадало спредњачама, сво модерно оружје припада типу острагуша.

## Пушке острагуше

### Еволуција
Пушке спредњаче, које се пуне кроз уста цеви, биле су у употреби од 15. века (аркебузе) и до почетка 19. века биле су глатких цеви (мускете), а опаљиване су табаном на кремен. У првој половини 19. века прецизност гађања повећана је нарезивањем (жлебљењем) цеви (од 1828), а сигурност опаљивања повећана је табаном на капислу (од 1840). Тако су настале тзв. пушке жлебуше.
Након жлебуша спредњача развијене су жлебуше острагуше, чије се цеви пуне кроз отвор на задњем крају цеви који се заптива затварачем.

### Спорометне (једнометне)
Прве острагуше биле су једнометне (без магацина): пуниле су се из фишеклије или додавањем, метак по метак, и постизале су брзину гађања од 2-3 метка у минуту. За разлику од спредњача, могле су се употребљавати и из лежећег клечећег става, па се стрелац могао боље користити земљиштем. Прве острагуше биле су кремењаче (Лоренцони, Холова пушка) или каписларе са затварачем (Шарпс модел 1848), док су 1841. у Немачкој развијене прве пушке иглењаче. Метак се опаљивао ударом игле затварача у капислу сједињеног метка. Прве су имале дугу иглу која је пробијала картонску чахуру и барутно пуњење, и ударала у капислу на постољу зрна. Такве су биле пруске Драјзе М.1841 (калибра 15.43 мм), америчка Ланкастер М.1854, француска Шаспо М.1867, италијанска Каркано М.1867, руска Карле М.1856/68. Пруси су у рату 1866. нанели велике губитке Аустријанцима и због тога што је њихова пушка Драјзе брже (3-4 пута) гађала од аустријске спредњаче Лоренц. После тог рата све су земље преправиле спредњаче у острагуше, али проблем заптивања цеви још није био сасвим решен, јер су барутни гасови продирали поред картонске чахуре и изазивали корозију, нарочито ударне игле, која се брзо трошила и морала мењати. Тај недостатак уочен је нарочито у француско-пруском рату 1870-1871, па Немци одмах затим усвајају пушку Маузер М1871 која је имала мањи калибар (11 мм), побољшан затварач, краћу ударну иглу и металну чахуру (с капислом у дну). Пред крај 19. века најпознатије једнометне острагуше биле су Венцл М1862 и Верндл М1870 (Аустроугарска), Каркано М.1867 и Ветерли М.1867/71 (Италија), Крнка М1867, Бердан 1 М.1867 и Бердан 2 М.1871 (Русија), Пибоди (Србија), Снајдер-Диксон М.1866 и Пибоди-Мартини-Хенри М.1871 (Велика Британија).
Најпознатије спорометне острагуше биле су:
- Драјзе модел 1841, прва немачка острагуша
- Шарпс модел 1848, прва америчка острагуша
- Шаспо модел 1867, прва француска острагуша
- Каркано модел 1867
- Грин модел 1867, прва острагуша српске војске
- Пибоди модел 1870, друга српска острагуша
- Крнка модел 1867, прва руска острагуша
- Ветерли модел 1867/71
- Венцл модел 1862, прва аустроугарска острагуша
- Верндл модел 1867/73
- Бердан 1 и 2
- Снајдер-Диксон модел 1866, прва британска острагуша
- Пибоди-Мартини-Хенри модел 1871
- Маузер модел 1880, или Маузер-Кока, трећа српска острагуша

### Брзометне (магацинке или репетирке)
Прве брзометне пушке биле су кремењаче острагуше система Лоренцони, које су се користиле у малом броју, због компликованог механизма, непоузданости и велике цене, од краја 17. до половине 19. века.
Тек у другој половини 19. века масовно су уведене брзометне пушке (такозване магацинке или репетирке), са магацином из кога се меци убацују у цев повлачењем затварача, чиме је знатно повећана брзина гађања (1 зрно за 5-10 секунди). Појави тих пушака допринела је и месингана чахура, која је зрно, барутно пуњење и капислу боље сједињавала у целину. После опаљења, рад се понавља (тј. репетира) - отварањем затварача избацује се празна чахура, а његовим затварањем убацује се у цев нов метак из магацина. Прве пушке са магацином (Хенри и Хенри-Винчестер са 15 метака, Спенсер са 8 метака) употребљене су у Америчком грађанском рату 1861-1865 и Бурском рату 1899-1902.
Било је три врсте магацина: испод цеви (Лебел М.86, Винчестер М.95), у кундаку (Спенсер М.60) и испод сандука. Ова последња врста омогућила је најбрже пуњење. Магацини су били најчешће вертикални, и то са једним (Мозин М.91/30) или два (Маузер М.91) реда метака, а ређе хоризонтални (Краг-Јоргенсен) или у облику добоша (Манлихер-Шоенауер М.1903/14). Употребом оквира са 3-12 метака повећала се брзина гађања, а применом малодимног барута и домет (до 2.000 м). Употребом бољег челика смањени су калибри (до 8 мм) и тежина пушака, па је војник могао сам да носи већу количину муниције. Цев је имала 3-6, најчешће 4 жлеба са константним углом увијања, махом у десну страну. Од 1886. брзометне пушке употребљавају се у целој Европи.

## Револвери острагани
Револвери капислари, пуњени спреда, корислили су се од 1836. године у САД и Европи (Колт Патерсон, Колт модел 1860). Први револвери острагани, чији се добош пунио одостраг сједињеним метком у металној чахури, били су белгијски револвери Лефоше на метке са игленим паљењем, у употреби од 1854. године широм Европе. Упоредо са њима, америчка компанији Смит и Весон је 1857. године произвела први револвер на метке са ивичним паљењем (Смит и Весон модел 1). Многи старији револвери капислари накнадно су адаптирани за пуњење сједињеним метком (Адамс од 1867, Колт од 1872), а током 19. века ови револвери доживели су велику експанзију и масовно су коришћени широм света (Смит и Весон модел 2, Смит и Весон модел 3, Колт Миротворац).

## Топови острагани
Први топови са затварачем, пуњени отпозади, произведени су у Немачкој 1859. за пруску војску (Крупови топови). Ови топови острагани имали су знатно већи домет и прецизност (до два пута) од првих изолучених топова пуњених спреда, који су се појавили у Француској од 1858 (топови Ла Ит). У наредних 10-15 година сви постојећи топови у вежим европским државама замењени су остраганима.